# 엄마의 장례식
《엄마의 장례식》(영어: Dim Sum Funeral)은 2008년 캐나다의 코미디 드라마 영화로, 애나 치가 연출한다.

## 출연진
- 리사 류 - 샤오 부인
- 프랑수아즈 입 - 빅토리아
- 줄리아 닉슨 - 리즈
- 러셀 웡 - 알렉스
- 스테프 송 - 모지스 워싱턴
- 켈리 후 - 신디
- 탈리아 샤이어 - 바이올라
- 바이 링 - 디디